# Onaje Allan Gumbs
Onaje Allan Gumbs, nacido Allan Bentley Gumbs (Harlem, Nueva York, 3 de septiembre de 1949 - Yonkers, 6 de abril de 2020), fue un pianista, compositor y director de orquesta de jazz estadounidense.

## Historial

### Como acompañante
Gumbs creció en St. Albans, Queens, y estudió en la Music and Art High School de Manhattan. Durante este periodo, tocó en una banada de jazz latino, en una big band y en dúos, acercándose también al R&B. En 1971, Leroy Kirkland le presentó al guitarrista Kenny Burrell, quien le invitó a tocar en el Baker's Keyboard Lounge de Detroit.  Después tocó con Larry Ridley y con la "Thad Jones/Mel Lewis Orchestra". a cominzos de los años 1970, Onaje tocó en un grupo llamado Natural Essence en el que también estuvo el trombonista Earl McIntyre.
En 1972, en Buffalo, Onaje conoció a Norman Connors, con quien grabó el álbum Dark of Light. Contribuyó igualmente en los siguientes discos de Connors, como teclista:  Love From the Sun, Saturday Night Special, You Are My Starsip,  Invitation y Mr C. Trabajó también como acompañante con Buster Williams, Cecil McBee y Betty Carter. A finales de los años 1970, Onaje estuvo dos años como pianista de Woody Shaw, haciéndole también los arreglos, y grabando con él los discos Rosewood, Steppin Stones y Woody III.  En este periodo, el grupo ganó el "Down Beat Reader’s Poll" al mejor grupo y al mejor álbum de jazz de 1978, por Rosewood.
Entre sus últimos trabajos como acompañante, es el álbum de 2012 de Avery Sharpe, Sojourner Truth: Ain't I A Woman.

### Como solista
Durante la estancia de Onaje con Nat Adderley (1976), el productor Nils Winter, del sello SteepleChase, lo invitó a grabar con piano sólo, disco que se editó bajo el título de Onaje. Por otra parte, su interés en el R&B se refleja en dos de sus discos para piano: That Special Part of Me (1988), y Dare to Dream (1991). En 2003, Onaje publicó un álbum en vivo para el sello Half Note Records titulado Return to Form, grabado en el Blue Note Jazz Club de Nueva York.  Después, en 2004, publicó con su propio sello el disco Remember Their Innocence. 
En 2006, grabó también para 18th and Vine Records, llamado Sack Full of Dreams, grabado en una sola sesión de estudio.  El actor Obba Babatundé aparece como vocalista invitado en una pista.
El 24 de enero de 2010, sufrió un colapso, aunque se recuperó tras una estancia en el hospital. En diciembre de ese mismo año se editó un disco titulado Just Like Yesterday, en el que le acompañaron Omar Hakim, Victor Bailey, Marcus McLaurine, William S. Patterson y Chuggy Carter.
Onaje ha compuesto e interpretado, también, la banda sonora de Override, un corto dirigido por Danny Glover, así como la de la producción independiente "Indelible", dirigida por S. C. Gunn.

## Fallecimiento
Falleció en el centro médico Saint Joseph de Yonkers, en el estado de Nueva York, el 6 de abril de 2020 a los setenta años tras un periodo de enfermedad, la causa de fallecimiento no ha sido confirmada.

## Discografía
Como líder
- 1988: That Special Part Of Me
- 1991: Dare to Dream
- 1995: Onaje
- 2003: Return To Form
- 2005: Remember Their Innocence
- 2006: Sack Full Of Dreams
- 2010: Just Like Yesterday

Con Norman Connors
- You Are My Starship
- Slow Traffic to the Right
- Saturday Night Special